# 利普基 (戈夏區)
50°40′36″N 26°44′7″E / 50.67667°N 26.73528°E
利普基（烏克蘭語：Липки），是烏克蘭西北部的村莊，隸屬里夫內州的里夫內區。該村始建於1577年，面積1.46平方公里，海拔高度206米，2001年人口499，人口密度每平方公里342.3人。